# Gmina górnicza
Gmina górnicza – gmina, na której terenie jest wykonywane (albo było wykonywane po 14 stycznia 1999) koncesjonowane wydobycie węgla kamiennego, na rzecz której przedsiębiorstwo górnicze jest obowiązane uiszczać opłatę eksploatacyjną lub na terenie której istnieje zakład górniczy albo część tego zakładu. 73 gminy z obszaru czterech województw mają status gminy górniczej.